# Martin Borrhaus
Martin Borrhaus, auch: Martin Cellarius, Bürkß, Borrhus, (* 1499 in Stuttgart; † 11. Oktober 1564 in Basel) war ein deutscher evangelischer Theologe, Reformator und Professor für Altes Testament in Basel.

## Leben und Wirken
Borrhaus wurde als Adoptivkind des Komponisten Simon Cellarius erzogen. Er immatrikulierte sich an der Universität Tübingen, wo er 1515 den akademischen Grad eines Magisters artium erhielt und Kontakt zu Philipp Melanchthon pflegte. Im Wintersemester 1520 wechselte er zu Johannes Reuchlin in die Universität Ingolstadt, wo er sich zunächst der griechischen und hebräischen Sprache widmete. Alsbald wandte er sich dem geistlichen Studium zu und promovierte unter dem Dekanat von Johannes Eck zum Baccalaureus der Theologie.
Ausgelöst durch einen Streit mit Eck, verließ er Ingolstadt und begab sich 1521 nach Wittenberg. Dort wurde er an der Privatschule Melanchthons (schola privata) tätig und unterrichtete Mathematik. Hier ergriffen ihn die Ereignisse der Reformation und er wurde während der Wittenberger Bewegung von den Zwickauer Propheten, vor allem von Markus Stübner beeindruckt. Da er sich davon nicht abbringen lassen wollte und selbst auf Drängen Martin Luthers nicht umstimmen ließ, wurde er der Heterodoxie beschuldigt und im April 1522 aus Wittenberg ausgewiesen.
Für Borrhaus begann nun ein Wanderleben. Sein Weg führte ihn über Stuttgart in die Schweiz, wo er mit dem Täufer Felix Manz zusammenkam. Von Zürich zog er weiter über Österreich und Polen nach Königsberg (Preußen). Die Königsberger waren vor ihm gewarnt worden, und er wurde von Herzog Albrecht I. von Brandenburg-Ansbach veranlasst, seine Anschauungen schriftlich darzulegen und Luther in Wittenberg aufzusuchen. Die folgende Unterredung mit Luther verlief zufriedenstellend, so dass er in Wittenberg hätte bleiben können, es zog ihn jedoch nach Straßburg.
1526 ließ er sich in Straßburg nieder, wo er Odilia von Utenheim ehelichte. Durch das eingebrachte Vermögen seiner Frau konnte er sich seinen Studien widmen und schloss dabei Freundschaft mit Wolfgang Capito. Unter dessen Einfluss veröffentlichte er sein Erstlingswerk "De operibus Dei" 1527. 1536 starb seine Frau und Borrhaus verlor alle Privilegien.
Daraufhin begab er sich nach Basel, wo er zunächst als Glasbläser seinen Unterhalt bestritt und abermals heiratete. 1541 sorgte sein Freund Simon Grynäus dafür, dass er eine halbe Professur für Rhetorik an der Universität erhielt. 1544 bekam er den Lehrstuhl für das Alte Testament als ordentliche Professur übertragen und stand in den Jahren 1546, 1553 und 1564 der Universität als Rektor vor. Für seine Schüler sorgte er ständig, sonst blieb er ein eigenwilliger Sonderling. Typisch für seine Haltung ist, dass er den Calvingegnern und Toleranzverfechtern Sebastian Castellio und Celio Secondo Curione nahestand und mit Michel Servet verkehrte. Ihnen stand er nahe, da er die Kindertaufe schroff ablehnte. Humanistisch vertrat er die Forderung der Pflege individueller Laienfrömmigkeit und der Glaubens- und Gewissensfreiheit. Er bekämpfte mit den Spiritualisten der Reformationszeit die Verkirchlichung der Reformation, weil er offen von der Orthodoxie abwich.

## Werke
- De operibus Dei, 1527
- De haereticis an sint gladio puniendi, 1554